# Atletica leggera ai Giochi della XVII Olimpiade - Lancio del disco femminile

Video della Finale (filmato in B/N)

La competizione del lancio del disco femminile di atletica leggera ai Giochi della XVII Olimpiade si è disputata nei giorni 3 e 5 settembre 1960 allo Stadio Olimpico di Roma.

## L'eccellenza mondiale
| Primatista mondiale    | 57,04 1952 | Nina Dumbadze | Ritir. 1957 |
| Camp.ssa olimpica 1956 | 53,69      | Olga Fikotová | Presente    |
| Camp.ssa europea 1958  | 52,32      | Tamara Press  | Presente    |
| Vincitrice Trials USA  | 53,90      | Earlene Brown | Presente    |

## Risultati

### Turno eliminatorio
Qualificazione47,00 m
Undici atlete ottengono la misura richiesta. Ad esse è aggiunto il miglior lancio, pari a 46,91 m.
| Pos. | Atleta              | Nazione          | Lanci | Lanci | Lanci | Misura |
| Pos. | Atleta              | Nazione          | 1°    | 2°    | 3°    | Misura |
| ---- | ------------------- | ---------------- | ----- | ----- | ----- | ------ |
| 1    | Nina Romaškova      | Unione Sovietica | 53,68 | -     | -     | 53,68  |
| 2    | Irene Schuch        | Germania         | 52,22 | -     | -     | 52,22  |
| 3    | Tamara Press        | Unione Sovietica | 51,47 | -     | -     | 51,47  |
| 4    | Earlene Brown       | Stati Uniti      | 42,43 | 51,17 | -     | 51,17  |
| 5    | Kriemhild Hausmann  | Germania         | 50,86 | -     | -     | 50,86  |
| 6    | Jiřina Němcová      | Cecoslovacchia   | 49,86 | -     | -     | 49,86  |
| 7    | Evgenija Kuznetsova | Unione Sovietica | 49,36 | -     | -     | 49,36  |
| 8    | Štěpánka Mertová    | Cecoslovacchia   | 49,34 | -     | -     | 49,34  |
| 9    | Lia Manoliu         | Romania          | 48,57 | -     | -     | 48,57  |
| 10   | Olga Fikotová       | Stati Uniti      | n     | 48,32 | -     | 48,32  |
| 11   | Wivianne Bergh      | Svezia           | n     | 44,29 | 47,02 | 47,02  |
| 12   | Valerie Sloper      | Nuova Zelanda    | 46,91 | 45,79 | 42,80 | 46,91  |
| 13   | Kazimiera Rykowska  | Polonia          | n     | 46,75 | n     | 46,75  |
| 14   | Jennifer Thompson   | Nuova Zelanda    | 45,94 | 46,74 | 42,93 | 46,74  |
| 15   | Elivia Ricci        | Italia           | 45,86 | n     | 45,78 | 45,86  |
| 16   | Doris Hofrichter    | Austria          | 44,94 | n     | 39,26 | 44,94  |
| 17   | Karen Inge Halkier  | Danimarca        | 41,06 | 42,02 | 43,99 | 43,99  |
| 18   | Hiroko Uchida       | Giappone         | n     | 43,78 | n     | 43,78  |
| 19   | Pam Kurrell         | Stati Uniti      | 43,23 | 40,35 | 42,34 | 43,23  |
| 20   | Paola Paternoster   | Italia           | 43,11 | 41,36 | 42,20 | 43,11  |
| 21   | Suzanne Farmer      | Gran Bretagna    | n     | n     | 41,12 | 41,12  |
| 22   | Milena Čelesnik     | Jugoslavia       | n     | 30,84 | n     | 30,84  |
| -    | Doris Müller        | Germania         | n     | n     | n     | NM     |
| -    | Wu Jin-Yun          | Taiwan           | n     | n     | n     | NM     |

### Finale
Dopo il primo turno è in testa Lia Manoliu con 52,36. Al secondo turno passa in testa Nina Romashkova con 52,42. La sovietica incrementa il suo vantaggio al terzo lancio con 53,39. Tamara Press invece infila un nullo: è in giornata-no. Dopo un ininfluente 50,92 al quarto lancio piazza un altro nullo al quinto, mentre la connazionale si esprime al meglio con 55,10.
La Press si risolleva dal suo stato di apatia all'ultimo turno con un 52,59 che le regala la piazza d'onore. La Manoliu scende in terza posizione. Giunge sesta la vincitrice dei Trials, Earlene Brown (51,29), che precede la campionessa uscente Fikotova, ora signora Connolly (50,95).
Nina Romashkova era stata campionessa olimpica nel 1952 ad Helsinki: è la prima donna a rivincere l'oro olimpico nella sua specialità. Avendo conquistato a Melbourne (1956) la medaglia di bronzo, quella di Roma è la sua terza medaglia olimpica consecutiva.
| Pos.    | Atleta              | Età | Nazione          | Lanci | Lanci | Lanci | Lanci           | Lanci           | Lanci           | Misura |
| Pos.    | Atleta              | Età | Nazione          | 1°    | 2°    | 3°    | 4°              | 5°              | 6°              | Misura |
| ------- | ------------------- | --- | ---------------- | ----- | ----- | ----- | --------------- | --------------- | --------------- | ------ |
| Oro     | Nina Romaškova      | 31  | Unione Sovietica | 44,48 | 52,42 | 53,39 | 51,68           | 55,10           | 54,42           | 55,10  |
| Argento | Tamara Press        | 23  | Unione Sovietica | 51,64 | 46,82 | n     | 50,92           | n               | 52,59           | 52,59  |
| Bronzo  | Lia Manoliu         | 28  | Romania          | 52,36 | n     | 46,29 | 50,59           | 48,78           | 46,96           | 52,36  |
| 4       | Kriemhild Hausmann  | 26  | Germania         | 51,47 | n     | 45,30 | 47,40           | 48,12           | 46,38           | 51,47  |
| 5       | Evgenija Kuznetsova | 24  | Unione Sovietica | 51,43 | 51,39 | 50,96 | 49,69           | 50,62           | 51,25           | 51,43  |
| 6       | Earlene Brown       | 25  | Stati Uniti      | 51,29 | 35,83 | 47,29 | n               | 35,20           | 45,80           | 51,29  |
| 7       | Olga Fikotová       | 28  | Stati Uniti      | 50,95 | 47,46 | 48,82 | Non qualificate | Non qualificate | Non qualificate | 50,95  |
| 8       | Jiřina Němcová      | 23  | Cecoslovacchia   | 50,12 | 48,62 | n     | Non qualificate | Non qualificate | Non qualificate | 50,12  |
| 9       | Irene Schuch        | 25  | Germania         | 49,86 | 49,42 | n     | Non qualificate | Non qualificate | Non qualificate | 49,86  |
| 10      | Valerie Sloper      | 23  | Nuova Zelanda    | 45,26 | n     | 48,81 | Non qualificate | Non qualificate | Non qualificate | 48,81  |
| 11      | Štěpánka Mertová    | 30  | Cecoslovacchia   | 48,28 | 46,62 | 38,51 | Non qualificate | Non qualificate | Non qualificate | 48,28  |
| 12      | Wivianne Bergh      | 21  | Svezia           | 42,70 | 43,76 | 43,96 | Non qualificate | Non qualificate | Non qualificate | 43,96  |